# Keep the faith
『Keep the faith』是日本男性偶像團體、KAT-TUN的第5張單曲。

## 概要
- 由成員赤西仁及田口淳之介主演的有閑俱樂部主題曲
- 由冰室京介作曲作詞。為近年傑尼斯發行單曲特例，原訂發售日與同公司前輩TOKIO的『青春 SEISYuN』同一天發行。而後11月4日傑尼斯官網公告TOKIO的『青春 SEISYuN』延後至為11月28日發行。而這兩張單曲均分別獲得了當週的榜首。
- 獲得ORICON 2007年年終單曲榜第5名。

## 收錄曲

### 初回限定盤
CD
1. Keep the faith
  - 作詞：冰室京介・SPIN、作曲：冰室京介、編曲：ha-j
  - 由KAT-TUN其中的赤西仁和田口淳之介，與關西傑尼斯8的橫山裕主演的日本電視台「有閑俱樂部」主題歌
2. Crazy Love

DVD
- 「Keep the faith」VIDEO CLIP

### 通常盤初回PLUS
1. Keep the faith
2. Crazy Love
3. Lovin'U
4. Keep the faith（Original・卡拉OK）
5. Crazy Love（Original・卡拉OK）
6. Lovin'U（Original・卡拉OK）

### 通常盤
1. Keep the faith
2. Crazy Love
3. Keep the faith（Original・卡拉OK）
4. Crazy Love（Original・卡拉OK）